# Equipo de Copa Davis de Bélgica
El Equipo belga de Copa Davis es el representativo de Bélgica en la máxima competición internacional a nivel de naciones del tenis.

## Historia
Bélgica comenzó a participar en la lucha por la ensaladera de plata en 1904. Desde entonces no pudo obtener el título, llegando a la final (1904) perdiendo ante el combinado del Reino Unido por 5:0 en Londres.
En la edición de 2015 luego de 111 años de su primera final, llegan a final por segunda veces pero perdieron esta vez ante Gran Bretaña por 1:3 en casa.
Dos años más tarde en la edición de 2017 llegaron a su tercera final esta vez perderían ante Francia por 2:3 en Lille.

### Victorias y derrotas
|           | Total | Tierra | Carpeta | Césped | Dura | Indoor | Outdoor |
| --------- | ----- | ------ | ------- | ------ | ---- | ------ | ------- |
| Victorias | 82    | 29     | 2       | 3      | 7    | 12     | 29      |
| Derrotas  | 82    | 31     | 8       | 8      | 2    | 11     | 38      |

## Actualidad
En la edición del 2008,por la primera ronda del grupo mundial se enfrentó a la República Checa en el CEZ Arena de Ostrava sobre carpeta sintética. Allí perdió por 3-2 y debió jugar el repechaje. En el repechaje enfrentó al poderoso Equipo suizo de Copa Davis en Lausana sobre canchas duras. Suiza que contó con el Bº2 y el N.º 9 del ranking mundial no tuvo contemplaciones y lo venció por 4-1 produciendo el descenso de Bélgica.
En 2009, Bélgica jugará en el Grupo Europa/África I y debutará en la segunda ronda ante Polonia.

### Plantel 2018
| Jugador         | Individuales | Dobles |
| --------------- | ------------ | ------ |
| David Goffin    | 23 - 3       | 0 - 3  |
| Joris De Loore  | 1 - 2        | 2 - 3  |
| Steve Darcis    | 22 - 11      | 1 - 7  |
| Ruben Bemelmans | 5 - 10       | 7 - 9  |
| Sander Gille    | 0 - 0        | 0 - 1  |
| Joran Vliegen   | 0 - 0        | 0 - 1  |

Uniforme